# Joana Pons
Joana Pons (Alaior, 1951) és una cantant menorquina de música tradicional menorquina. Va causar gran expectació en ser la primer dona en participar en la Cantada d'havaneres de Calella de Palafrugell. Amb el grup Joana Pons i ses Guitarres, format amb Toni Sintes i Xavi Camps l'any 1989, ha realitzat una tasca de recerca important tant de música com de lletres populars. El 2014 va celebrar el seu quart de segle de trajectòria en un concert al Teatre Principal de Maó, alhora que presentà el disc 25 anys.
| «            | Volem presentar el que som: gent que estima la terra perquè en té molt poca, la mar que ens envolta. | » |
| — Joana Pons | |   |

## Discografia
- Passejant per Son Pons (1991)
- A prop de la mar (1993)
- Cançons de Menorca (1994)
- Ca meva, ca vostra (1995)
- S'encant d'una illa (1998)
- Cançons de mar i d’amor mediterrànies (1998)
- Influències (2001)
- Canta las dudas del viento (2003)
- 17 anys de cançons (2006)
- dBàsic (2008)
- Antologia (2010)
- 25 anys (2014)[4]